# 시베리안 (고양이)
시베리안(Siberian)는 러시아의 토종 고양이 품종이다. 수백년 간 시베리아에서 자생했으며, 1980년대부터 품종묘로 개량이 이루어졌다.
덩치는 중형에서 중대형 정도다. 매우 오래된 품종으로, 오늘날의 모든 장모종 고양이의 조상에 해당하는 것으로 생각되며, 노르웨이 숲고양이와 매우 유사해 가까운 근연관계에 있는 것으로 여겨진다.